# Малые Отары (Казань)
Малые Отары — деревня, с 1930-х годов — посёлок в составе Казани, прекративший существование в 1957 году в результате попадания в зону строительства и затопления водами Куйбышевского водохранилища. 

## Территориальное расположение
Малые Отары располагались в юго-западной части Казани, на территории Приволжского района. С учётом нынешнего состояния местности примерная локализация территории бывшей деревни — это район к юго-западу от посёлка Кукушкино, в месте расположения гравийной базы Асфальто-бетонного завода (улица Поперечно-Магистральная). Территория Малых Отар была затоплена частично, но посёлок всё равно был ликвидирован. 

## Название
Название Малые Отары известно с конца XVIII века — малым это поселение считалось в сравнении с Большими Отарами, находившимися примерно в 6 км южнее. Также в дореволюционный период Малые Отары имели второе название — Ближние Отары, поскольку территориально находились ближе к городу Казани, чем Большие Отары (они же Дальние Отары). 
Вместе с тем, до конца XVIII века деревня Малые Отары называлась Средними Отарами: на французской карте окрестностей Казани 1729 года на месте её расположения указано Redniatar (искажённое написание), а на карте Казанского уезда Казанского наместничества 1785 года Николая Вершинина — Средние Отары (в источниках второй половины XVI — начала XIX веков чаще всего используется написание Атары).
Этимология топонима Отары, по мнению историка Р. Г. Галлямова, восходит к названиям татарских селений периода Казанского ханства:

Писцовая книга Казанского уезда 1565—1568 гг. на юго-западных окрестностях города зафиксировала целых три деревни под названием «Атары» — Большие, Средние и Меньшие (Задние) Атары. Совершенно очевидно, что топоним «Атары» («Отары») происходит от татарского «утар», которое буквально понимается как «загороженное место». 
В этой связи историк XIX в. И. А. Износков писал, что название «Отары» «происходит от слова отар (тат.) = загороженное место на пастбище, куда загоняют на ночь скот». Помимо того, термин можно трактовать и как усадьбу с надворными постройками. Примечательно, что в настоящее время на территории РТ имеется целый ряд сельских поселений с топонимом «Утар» («Отар») — с. Утар-Аты Арского района, селения Верхний и Нижний Отар (Югары, Тубән Утар) Сабинского района и др. В связи с изложенным становится очевидным, что современное официальное принятие написания и произношения названия городского посёлка Отары на татарском языке в форме «Отар» («Отар бистәсе») является ошибочным. Истинное татарское название данного поселка — «Утар» («Утар бистәсе»).— Галлямов Р. Г.

## Население
Достоверная информация о численности населения Малых Отар (ранее — Средних Отар) появляется со второй половины XVIII века, то есть с материалов IV ревизии (1781 год), в рамках которой, однако, учитывались только лица мужского пола. В статистических материалах XIX—XX веков отражены данные о жителях Малых Отар обоих полов. 
| Год  | Общая численность | Численность мужчин | Численность женщин |
| ---- | ----------------- | ------------------ | ------------------ |
| 1781 | —                 | 38                 | —                  |
| 1859 | 78                | 37                 | 41                 |
| 1885 | 84                | 39                 | 45                 |
| 1897 | 102               | —                  | —                  |
| 1904 | 107               | 52                 | 55                 |
| 1907 | 113               | —                  | —                  |
| 1909 | 116               | 57                 | 59                 |
| 1927 | 156               | —                  | —                  |

В этническом отношении Малые Отары всегда были русским поселением.

## Административно-территориальная принадлежность
До 1920 года Малые Отары входили в состав Воскресенской волости Казанского уезда Казанской губернии, в 1920—1927 годах — в состав Воскресенской волости Арского кантона Татарской АССР.
С 1927 года Малые Отары были в составе Казанского района, находясь в административном подчинении Кокушкинского сельсовета. В 1930-х годах деревня была включена в городскую черту Казани, став городским посёлком в составе Сталинского района (с 1956 года — Приволжского района), где и находилась до своей ликвидации в 1957 году. 

## История
Казанский краевед И. А. Износков писал, что деревня Малые (или Ближние) Отары при озере Кривом была основана около 1760 года тремя выходцами из соседней деревни Кукушкино, к которым позже присоединилось несколько семей из села Царицыно и деревни Чебакса. Упомянутое им озеро Кривое — это изогнутая и продолговатая старица, находившаяся к западу от деревни. 
Впрочем, есть сомнения в достоверности версии И. А. Износкова о дате основания Малых Отар. Во-первых, казанский краевед не указал верифицированный источник её происхождения; скорее всего, эта версия была записана со слов местных жителей и отражала легенду, которая, в лучшем случае, искажала датировку и реальный ход событий, в худшем — являлась вымыслом. Во-вторых, версия И. А. Износкова не сочетается с информацией источников второй половины XVI — XVII веков. 
В Писцовых книгах Казанского уезда 1565—1568 и 1647—1656 годов в юго-западных окрестностях Казани (именно в этой зоне располагались Малые Отары) упоминаются три поселения, в названиях которых присутствует топоним Отары (Атары). В середине XVII века эти поселения упомянуты как деревня Атары Задние на Глухом озере, деревня Середние Атары на Долгом озере и деревня Поповка на озере на Неточном, а Большие Атары то ж. Сравнительный анализ письменных и картографических источников XVII—XVIII веков позволяет с высокой степенью вероятности отождествить Атары Задние на Глухом озере с селом, которое в XIX—XX веках было известно как Большие Отары. Деревня Поповка на озере на Неточном, а Большие Атары то ж — это, вероятно, поселение, существовавшее до 1751 года на территории нынешней Старо-Татарской слободы, рядом с пригородным селом Плетени. И только Середние Атары на Долгом озере могут быть с высокой вероятностью отождествлены с деревней, которая с конца XVIII века была известна как Малые Отары. 
В пользу того, что Середние Атары на Долгом озере и есть более поздние Малые Отары указывают картографические источники, в которых деревня Средние Отары размещена между деревней Кукушкино, расположенной с северной стороны, и деревней Победилово — с южной. Именно такое местоположение было и у Малых Отар. 
Также в материалах IV ревизии (1781 год) в районе между рекой Волгой и Зюрейской дорогой перечислены три деревни, населённые дворцовыми крестьянами — Деревня Кокушкина, Деревня Средние Отары и Деревня Победилова, после чего указано: «сии три селения при речке Ичке и озёрах».               
Река Ичка вытекала из низовьев Казанки и шла в южном направлении, впадая в Волгу. Сейчас земли, по которой она протекала, скрыты водами Куйбышевского водохранилища, но до 1956—1957 годов они были сушей. Казанский историк Н. И. Воробьёв, заставший остатки Ички, считал эту реку древним руслом Казанки, которая ко времени его жизни сохраняла полноводность лишь в половодье, а в остальное время представляла собой «межень превращающееся в цепь даже не полно соединившихся озёр». Средние Отары, как и Малые Отары, находились при озере рядом с руслом Ички, о чём свидетельствуют картографические источники XVIII—XIX веков. С учётом всех вышеуказанных фактов есть основания не только отождествлять эти поселения, но и предполагать появление Малых Отар (в прошлом — Средних Отар) не позже второй половины XVI века, когда они были впервые упомянуты в Писцовой книге Казанского уезда 1565—1568 годов.           
В Писцовой книге Казанского уезда 1647—1656 годов описаны земельные угодья, принадлежавшие жителям деревни Середние Атары на Долгом озере.

Деревня Середние Атары на Долгом озере. Пашни крестьянские одиннатцать длинников, пять поперечников, итого пятьдесет пять десятин в поле, а в дву по тому ж. Тое ж деревни Атар Середних под тою деревнею выпуску животинного шесть десятин, сенных покосов под тою ж деревнею по гриве мерою полпята длинника, два поперечника, итого девять десятин. В другом месте подле дороги, что ездят в деревню Победилову, направе мерою пять длинников без трети, четыре поперечника, итого осмнатцать десятин с третью. В третьем месте от животинного выпуску возле озера в лугу сенных покосов мерою девять длинников, десять поперечников, итого девяносто десятин. И всего деревни Атар Середних под деревнею и в лугу сенных покосов сто семнатцать десятин с третью.— Писцовая книга Казанского уезда 1647—1656 годов
В конце XVIII века Средние Отары уже фигурируют как Малые Отары. Деревня была небольшой. Статистика XIX — начала XX веков указывает в ней следующее количество дворов: в 1859 году — 26, в 1885 году — 13, в 1904 году — 16, в 1909 году — 16. 

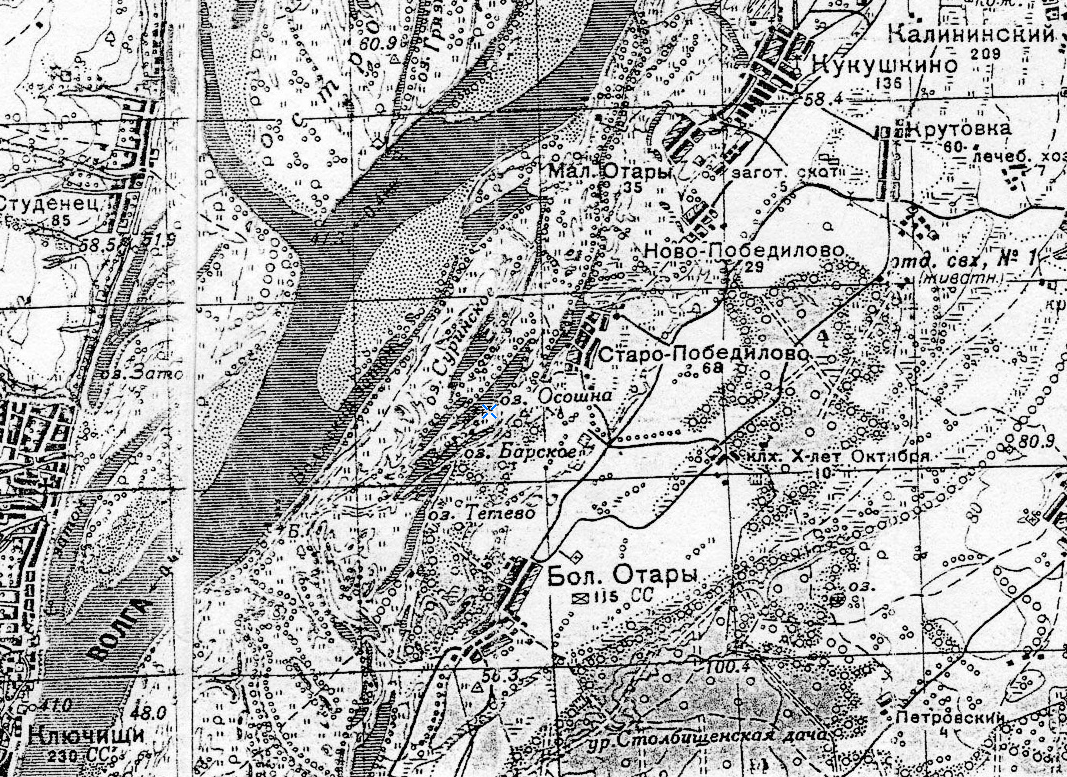
Малые Отары на топографической карте РККА 1939 года.

Малые Отары входили в составе прихода села Воскресенское, расстояние до которого составляло 3,5 версты. Расстояние от Малых Отар до Казани составляло 5 вёрст.  
По состоянию на 1885 год, Мало-Отарскому сельскому обществу принадлежал земельный надел площадью 150,5 десятин в «дачах села Вознесенское с дер.». 
В годы Гражданской войны Малые Отары в течение короткого времени оказались в зоне боевых действий. 6 августа 1918 года в нескольких километрах южнее деревни, у села Большие Отары высадился десант частей Народной армии Комуча во главе с подполковником Владимиром Каппелем и чехословацких легионеров под командованием полковника Йозефа Йиржи Швеца. Это высадка проходила в рамках операции по взятию Казани, которую обороняли большевики. После высадки чехословацкие легионеры двинулась в северном направлении в сторону железнодорожного вокзала Казани, взяв по пути под контроль Малые Отары, но в районе деревни Кукушкино вступили в бой с отрядом большевиков. 
В первой половине 1930-х годов Малые Отары вошли в состав Казани, став частью Сталинского района города. Сама деревня стала городским посёлком, который, будучи небольшим, имел лишь одну улицу, получившую название Мало-Отарская. 
В 1950-х годах в процессе строительства Куйбышевского водохранилища Малые Отары попали в зону затопления (частично) и в 1957 году были ликвидированы, жители посёлка переселились в другое место.